# Diacamma tritschleri
Diacamma tritschleri är en myrart som beskrevs av Auguste-Henri Forel 1897. Diacamma tritschleri ingår i släktet Diacamma och familjen myror. Inga underarter finns listade i Catalogue of Life.